# نادي العراق الرياضي
نادي العراق الرياضي هو فريق كرة قدم عراقي مقره في كربلاء، يلعب في الدوري العراقي الدرجة الثالثة. تأسس نادي العراق في عام 2003 تحت اسم نادي الطف، ولكن تم تغيير الاسم من نادي الطف إلى نادي العراق في 2008.

## روابط خارجية
- نادي العراق على موقع Goalzz.com
- أندية العراق - تواريخ التأسيس